# Hanhofen
Hanhofen là một đô thị thuộc bang Rhein-Pfalz-Kreis, bang Rheinland-Pfalz, Đức. Đô thị này có diện tích 5,8 km², dân số thời điểm 31 tháng 12 năm 2006 là 2494 người.

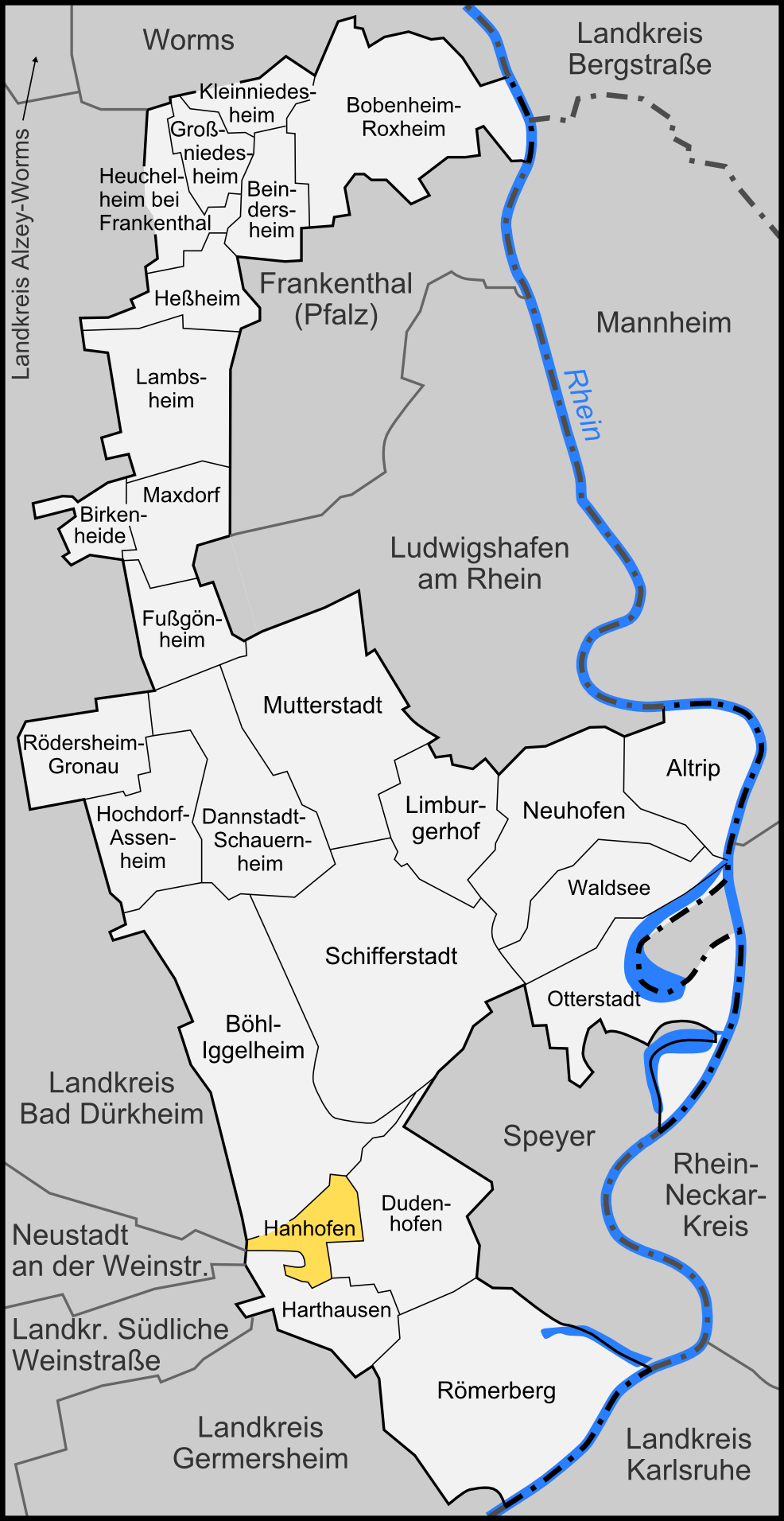

Đô thị này kết nghĩa với Kondoros, Hungary từ ngày 23 tháng 5 năm 1998